# Dictature élective
La "dictature élective", ou "domination exécutive" en science politique, est une expression décrivant un État dans lequel l'exercice des fonctions judiciaires du parlement (correspondant à celui en vigueur au Royaume-Uni) est dominé par le gouvernement.
En clair, le programme législatif du parlement est déterminé par le gouvernement et les projets de loi (du gouvernement) sont pratiquement toujours adoptés par le corps législatif en raison de la nature du système électoral (uninominal majoritaire à un tour). Ce mode de scrutin renforce le pouvoir du gouvernement. De plus, la présence d'une discipline de parti dans le parti majoritaire (celui du gouvernement) garantit presque toujours à la loi d'être adoptée.
L'expression est popularisée par l'ancien Lord grand chancelier britannique Lord Hailsham lors d'une conférence avec Richard Dimbleby pour la BBC en 1976. La première apparition de la notion se trouve un siècle plus tôt, dans les doctrines de Giuseppe Garibaldi. C'est ici qu'Hailsham a découvert la notion, avant de la partager pour la  première fois lors de conférences en 1968 et 1969.

## Contexte constitutionnel
Au Royaume-Uni, la souveraineté législative absolue fait que seule le Parlement peut voter les lois (souveraineté parlementaire). Le Parlement peut adopter n'importe quelle législation sur n'importe quel sujet. Il fonctionne sans contraintes, mais doit toutefois respecter la Constitution et surtout les droits constitutionnels fondamentaux. Les exceptions à cette règle sont des cas dans lesquelles le Parlement a choisi de se limiter (ne couvrir que certains sujets), comme dans le cas de la mise en œuvre du droit de l'Union européenne, où les tribunaux britanniques pouvaient "désappliquer" la législation britannique qui entrait en conflit avec le droit de l'UE. Cette exception a pris fin lors de la sortie de l’Union européenne.
Au Royaume-Uni, le Parlement se compose de la Chambre des lords, de la Chambre des communes et du monarque. La règle de la common law fait que pour qu'un projet de loi devienne une loi du Parlement, il doit être adopté à la fois par la Chambre des Communes et par les lords. Le projet de loi est ensuite soumis au monarque, qui a le pouvoir discrétionnaire d'approuver ou non le projet de loi. Dès que la loi reçoit la sanction royale, elle devient une loi du Parlement et entre immédiatement en vigueur.
Au-delà de la théorie, dans la pratique, la sanction royale est devenue une formalité, le monarque n'a pas refusé (ou menacé de refuser) de projet de loi depuis environ 300 ans (depuis la reine Anne en 1708). De plus, depuis 1911, la Chambre des Lords est devenue moins forte que celle des Communes. Les lois parlementaires de 1911 et 1949 ont réduit le pouvoir des lords d'un veto absolu à un veto suspensif. Une fois qu'un même projet de loi est adopté par les Communes mais rejeté par les Lords lors de deux sessions parlementaires différentes, la troisième présentation du projet de loi ne fait appel qu'à l'avis des Communes. Un tel projet de loi reçoit ensuite la sanction royale, et devient donc une loi du Parlement, quel que soit l’avis des Lords. Les Communes sont donc devenues la composante dominante du parlement britannique. En d'autres mots, celui qui contrôle les Communes contrôle le Parlement, le principal organe législatif du pays.

## Déroulé
Le parti majoritaire à la Chambre des communes forme le gouvernement. Le parti au pouvoir devrait par conséquent être en mesure de faire adopter n'importe quel projet de loi aux Communes, à condition que la discipline de vote soit appliquée parmi les membres du Parlement. Cette discipline est mise en application par un délégué ou un représentant au sein du parti majoritaire (on parle du whip). La domination du parti majoritaire sur le programme législatif du Parlement est telle que 95% des projets de loi sont initiés par le gouvernement. Les rébellions, même si elles existent, sont rares.
Le gouvernement, tant qu’il parvient à garder ses députés à ses côtés, a d’excellentes chances de faire adopter n'importe quel projet de loi aux Communes. Comme vu précédemment, les lords peuvent également approuver ou non le projet de loi, mais le pouvoir est davantage en faveur du gouvernement, notamment grâce à la Convention de Salisbury (en). Par conséquent, la plupart des lois parviennent également à passer par les lords. La sanction royale suit invariablement.
Hailsham a emprunté l'expression "dictature élective" pour décrire cette situation dans laquelle celui qui contrôle des Communes (et donc le Parlement, le gouvernement) est en réalité faible. Son article a été publié comme une critique à l'égard du gouvernement travailliste de Harold Wilson et James Callaghan. Il considérait ces gouvernements comme antidémocratiques, car malgré leur emprise modérée sur les Communes, ils étaient parvenus à adopter un grand nombre de leurs projets de loi[réf. nécessaire]. Hailsham parle de cet aspect antidémocratique dans le sens où la population britannique n'était pas en total accord avec la politique du gouvernement en place, mais que ce dernier parvenait tout de même à faire adopter ses projets de loi. Beaucoup ont interprété les critiques de Hailsham comme étant une critique envers les partis britanniques à larges majorités, mais en réalité, il les considérait au contraire comme plus démocratiques, car ils avaient bénéficié d'un plus grand soutien lors des élections[réf. nécessaire].

## Propositions de réforme
Plusieurs propositions de réformes ont été mises en avant pour  réduire cette domination du gouvernement, notamment en réduisant le pouvoir du parti majoritaire en adoptant un système électoral basé sur la représentation proportionnelle à la Chambre des communes. Le Parti vert d'Angleterre et du Pays de Galles, les Libéraux-Démocrates et le Parti national écossais sont des partis qui ont toujours soutenu ce projet de représentation proportionnelle à la Chambre des Communes, mais sans convaincre les principaux partis.
Certains lobbys comme Charter 88 ont soutenu qu'une Constitution écrite et codifiée avec des freins et des contrepoids appropriés pouvait apporter une solution viable à ce problème de la surreprésentation de l'exécutif, mais encore une fois sans rencontrer l'approbation populaire.
Le Power Inquiry (en) a également formulé dans son rapport de 2006 (Power to the People) des recommandations sur la manière de résoudre ce déficit démocratique propre au système de gouvernance britannique.

## Voir également
- Centralisme démocratique
- Déficit démocratique
- Monarchie élective